# 锡德

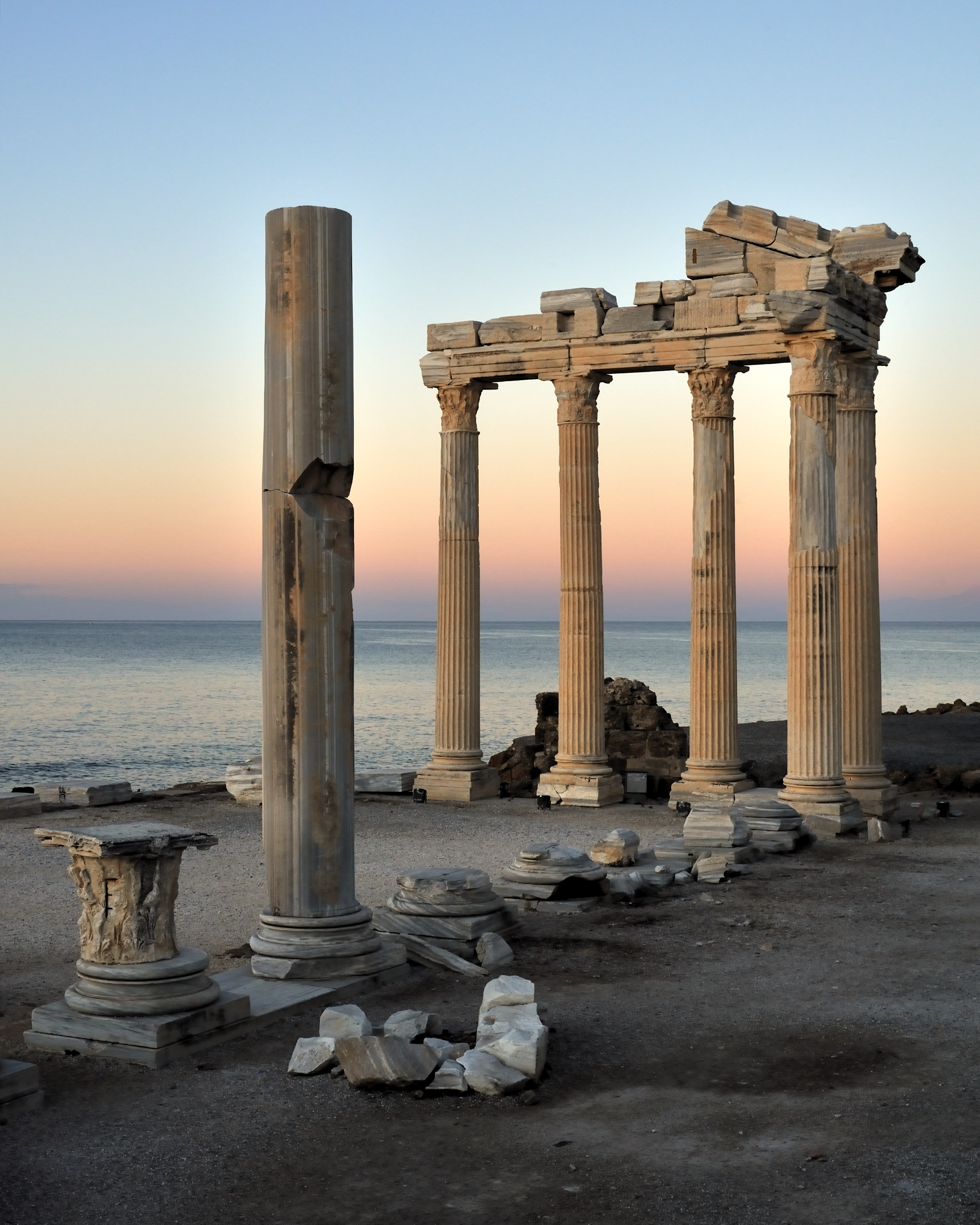

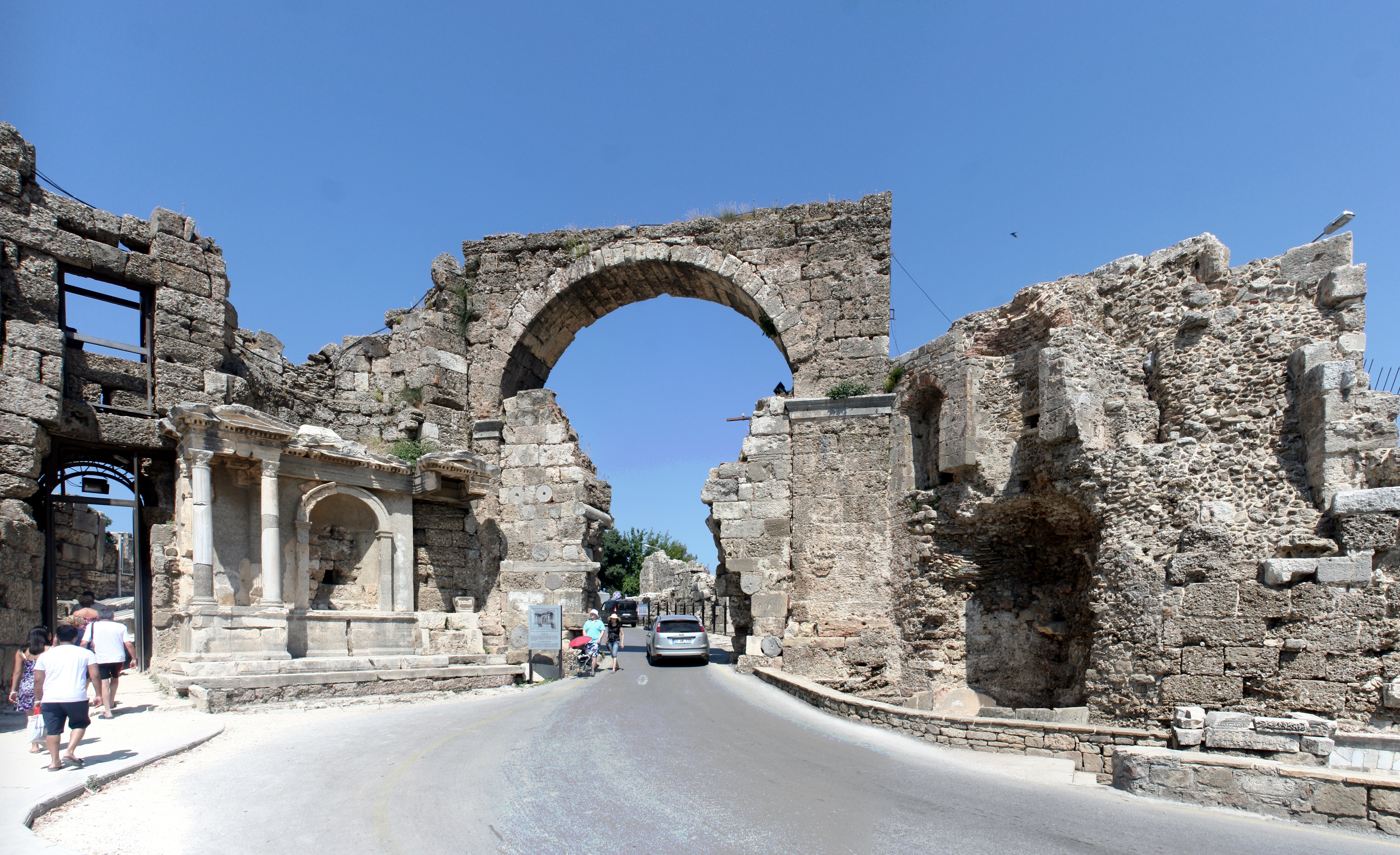

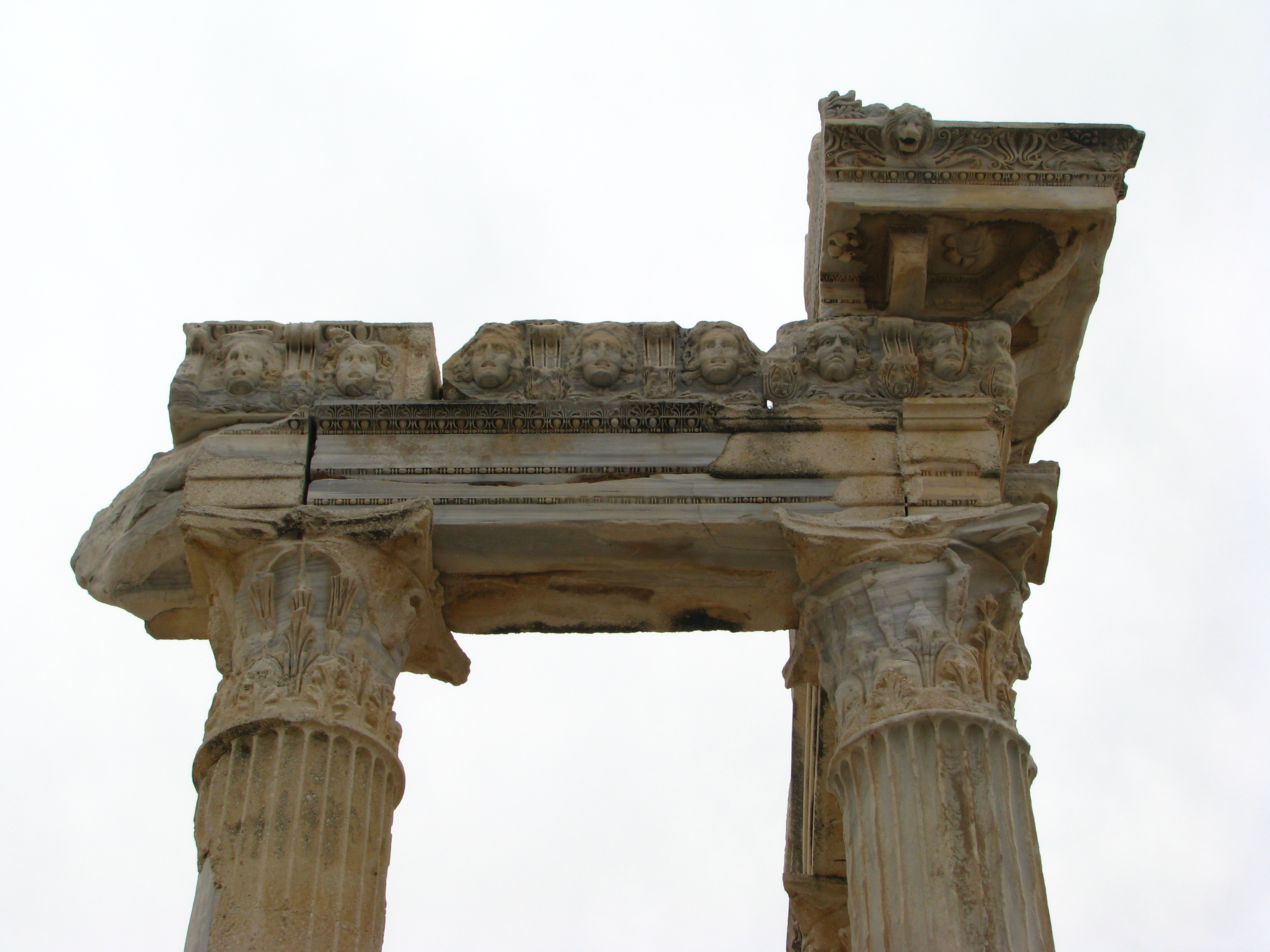

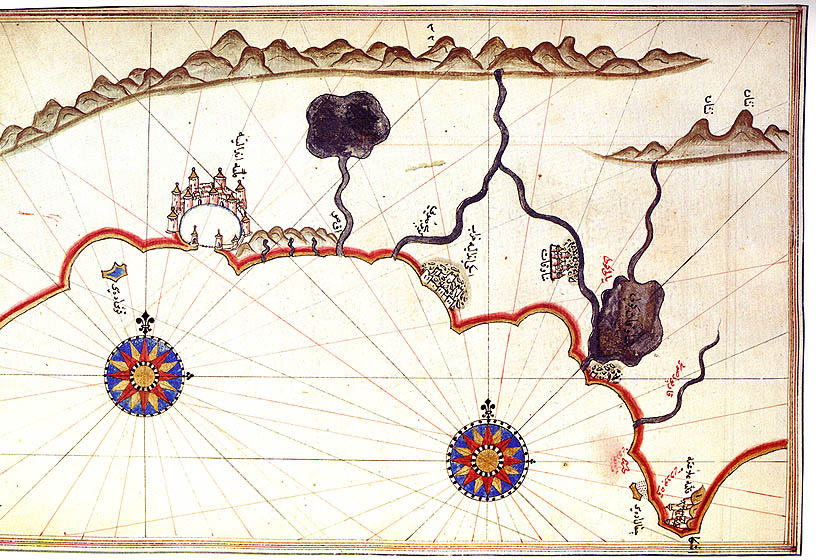

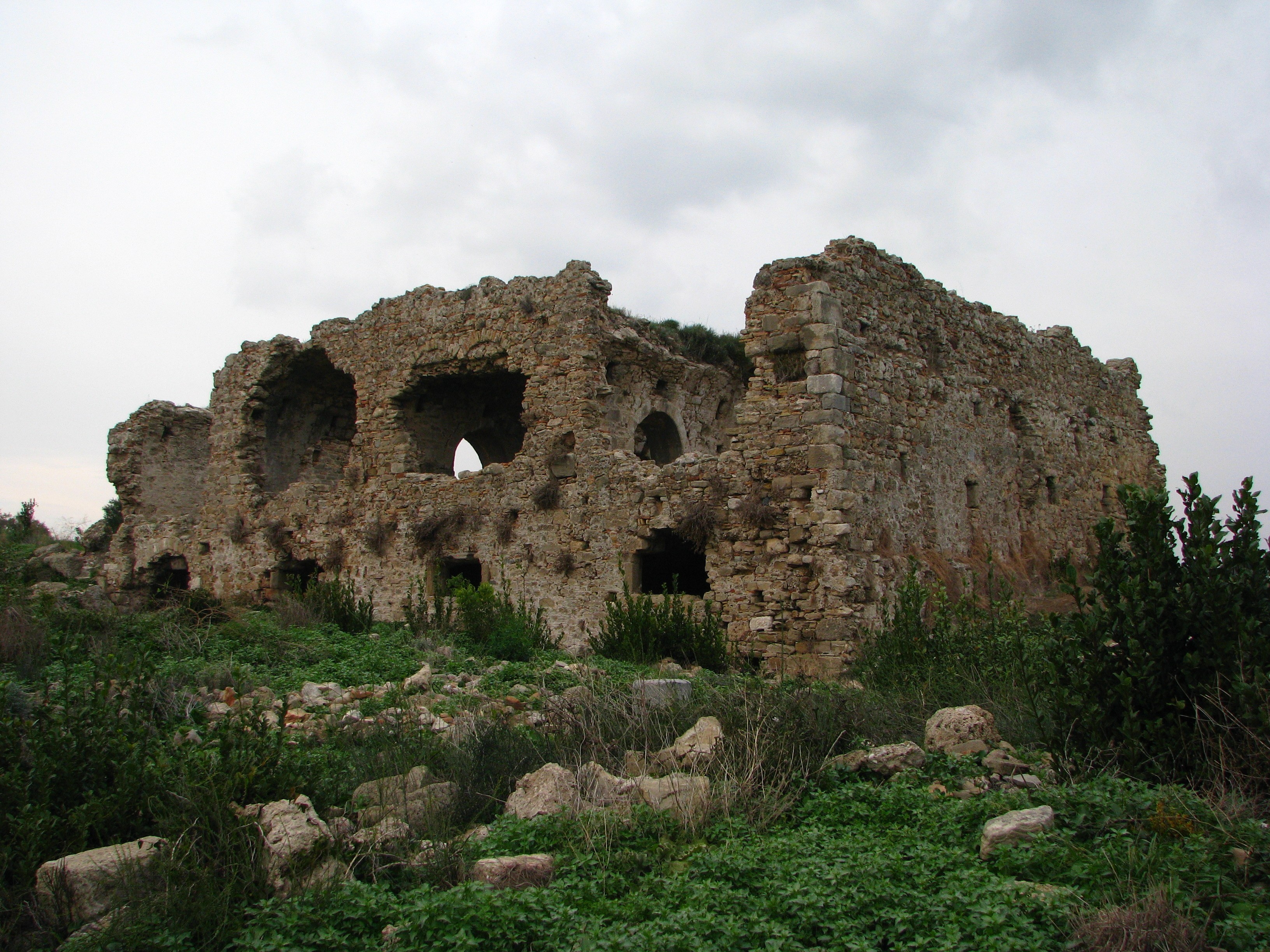

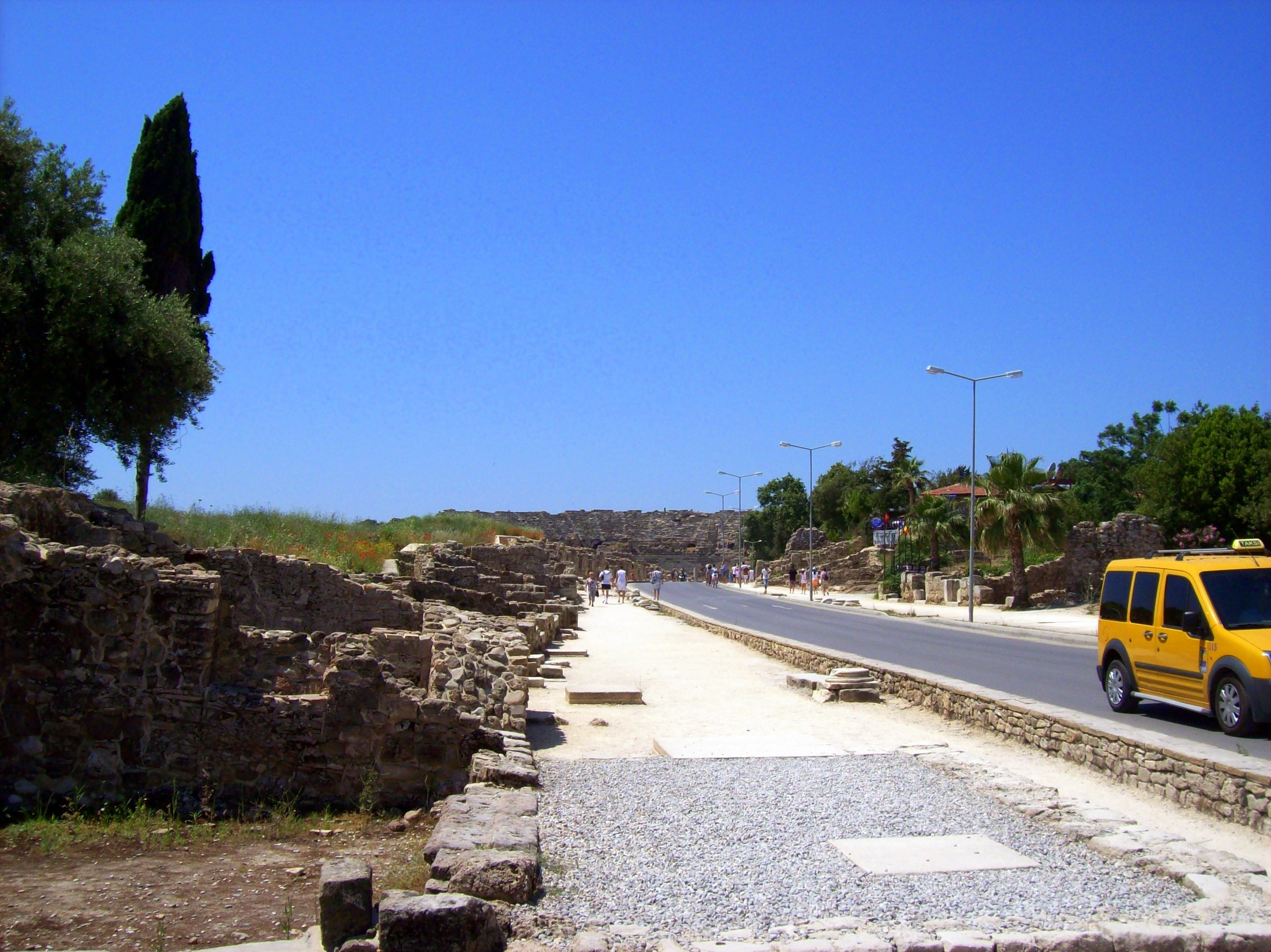

锡德（Side；又译西代）是土耳其的古城，位於該國西南部地中海沿岸，是熱門的旅遊地點。它属安塔利亚省，临近马纳夫加特，距离安塔利亚75公里。
它位于潘菲利亚海岸东部，距离欧里梅敦河河口20公里。今天，与古代一样，这座古城坐落在一个长1公里宽400米的小半岛上。
它是2006年3月29日日食的一个热门观看点。